# 4886 Kojima
A 4886 Kojima (ideiglenes jelöléssel 1981 EZ14) a Naprendszer kisbolygóövében található aszteroida. Schelte J. Bus fedezte fel 1981. március 1-jén.